# Western River Railroad

Western River Railroad est le train du parc Tokyo Disneyland.
Il part d'une station située juste au-dessus de l'embarcadère de Jungle Cruise. Le train fait le tour de Jungle Cruise, entre à Westernland, longe les Rivers of America, puis Critter Country pour venir tourner autour de Big Thunder Mountain et revenir à son point de départ. Juste avant son retour, il traverse une copie de Primeval World de Disneyland, située le long de Big Thunder Mountain et masquant les coulisses.

## L'attraction
Le train ne comporte qu'une seule station car pour des raisons de législation au Japon, une voie de chemin de fer avec plus d'une station ne peut pas être une attraction et est donc soumis aux normes des transports en commun ferroviaires. Pour la sécurité des passagers la loi impose que les wagons soient fermés ce qui est impossible avec les trains de ce type d'attraction chez Disney.
- Ouverture : 15 avril 1983[1] (avec le parc)
- Durée : 15 min
- Longueur du circuit : 1,6 km.
- Espacement des voies : 762 mm.
- Trains
  - Nombre : 4
  - Capacité : 144 personnes
  - Vitesse : 16 km/h.
- Situation : 35° 38′ 01″ N, 139° 52′ 57″ E

## Les locomotives

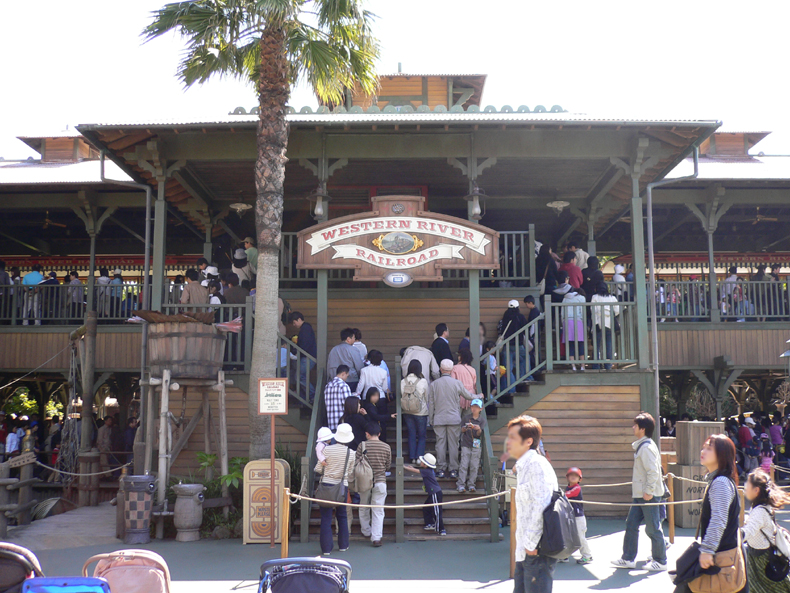
L'entrée de Western River Railroad à Tokyo Disneyland.

Western River Railroad comprend quatre trains. Ce sont des répliques d'une Baldwin de 1871.
- Mississippi
  - Numéro : 20
  - Couleur : Bleu
- Rio Grande
  - Numéro : 25
  - Couleur : Orange
- Missouri
  - Numéro : 28
  - Couleur : Vert
- Colorado
  - Numéro : 53
  - Couleur : Rouge